# Севернотунгуски езици
Севернотунгуските езици са езикова група, принадлежаща към тунгуските езици. Тази група включва няколко езика, които се говорят в Сибир и Манджурия.